# Московски протокол
Московският протокол, чието пълно наименование е „Протокол от срещата на делегацията на СССР и Чехословакия“, е документ, подписан на 27 август 1968 г. в Москва. Той представя резултатите от преговорите между СССР и Чехословакия, състояли се от 23 до 26 август 1968 г., когато при окупацията на страната от войски на Варшавския договор цялото ръководство на Чехословакия е арестувано, отведено в Москва и изолирано в Кремъл.
Московският протокол е подписан от всички членове на чехословашката делегация с изключение на Франтишек Кригел, който не присъства на преговорите, защото още с пристигането си е изолиран от преговорния процес.
Московският протокол е приет от ЦК на Комунистическата партия на Чехословакия на 31 август същата година. С него изцяло се отхвърля реформаторската идеология на Пражката пролет, приема се „братската помощ на СССР“ и се отваря пътя към бъдещата т.нар. нормализация. Изпълнявайки произтичащи от протокола задължения Густав Хусак става лидер на Комунистическата партия на Чехословакия през април 1969 г. Под негово ръководство започва процесът на нормализация.